# قمح قاسي

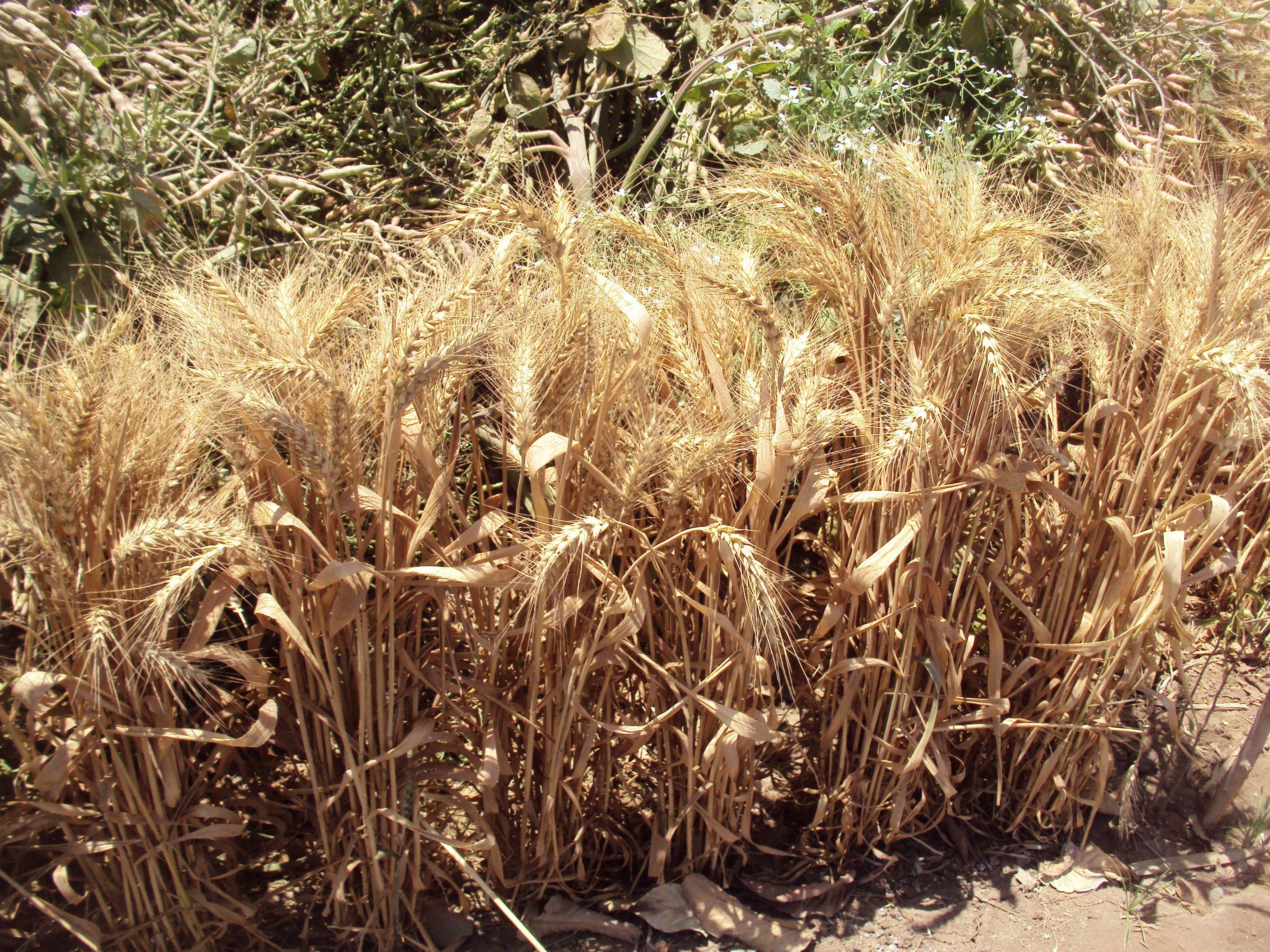
نبات القمح في أحد الحقول المصرية.

القمح القاسي أو القمح الصلب ( Triticum turgidum subsp. durum.) هو نوع من القمح رباعي الصيغة الصبغية ذو أهمية تجارية كبيرة ويزرع على نطاق واسع اليوم. تطور القمح القاسي من خلال عمليات انتقاء اصطناعي من سلالات القمح المستأنسة مثل القمح ثنائي الحبة التي كانت تنمو في أوروبا الوسطى والشرق الأدنى حوالى 7000 قبل الميلاد، التي تنتج حبوبًا لا تلتصق بالعصيفات.
هذا النوع هو أقسى أنواع الأقماح وهو ذو نسبة بروتين مرتفعة، وخاصية القساوة تعتبر جيدة للاستخدامات الخاصة، والأكثر ملائمة لصنع المعكرونة والبرغل. يستخدم القمح القاسي على نطاق واسع في صنع الخبز. على الرغم من احتوائه على نسبة عالية جدا من البروتين، إلا أن نسبة الغلوتين المرغوب فيه لتشكيل شبكة الدبق اللازمة للحصول على الانتفاخ المرغوب في الخبز منخفضة جدا. معظم أنواع دقيق الخبز تحتوي على جزء ضئيل فقط من القمح القاسي وتتكون بشكل كبير من الدقيق الأبيض التجاري. عند استخدام دقيق القمح القاسي لوحده في الخبز فإن إضافات كبيرة من الغلوتين المعزول من القمح تكون ضرورية للانتفاخ وتمام التخمر. وبدون ذلك، فإن استعمال 100 في المئة من خبز القمح القاسي في الدقيق يؤدي إلى خبز كثيف، حيث تتلاصق حبيبات الدقيق بشدة، ويؤدي ذلك إلى تفتت الخبز بسهولة عندما ينتفخ.

## علم الانساب
القمح القاسي هو القمح رباعي الصيغة الصبغية، ويحتوى على 28 من الكروموسومات، على عكس الشتوي الأحمر الصلب وقمح الربيع الأحمر الصلب، والتي هي سداسية الصيغة الصبغية ولها 42 من الكروموزومات.
القمح الصلب نشأ عن طريق التهجين تهجين (أحياء) وانتواع التي تنطوي على نوعين من أنواع العشب مضاعفا: T. urartu(2N = 2X = 14، AA الجينوم) و بيتا-جينوم صيغة صبغية 'دوسر شبه مكنسي' ' (2n = 2x = 14, SS genome) وبالتالي يعد من الأنواع متغاير الترابيع الصبغية .

## الاستخدامات
تنتج تجاريا المعكرونة على وجه الحصر تقريبا من سميد القمح القاسي. يستعمل هذا النوع أيضًا في إنتاج البرغل والكسكسي.